# Ураган в Москве (2017)
Сильный шторм в Москве (2017) — стихийное бедствие, произошедшее в Москве и Московской области в понедельник 29 мая 2017 года. В результате него погибли 18 человек. Около 170 человек получили ранения. Буря стала самым смертоносным подобным стихийным бедствием в Москве после смерча 1904 года. Был повторён рекорд 25 июня 1984 года: когда в городе впервые был официально зафиксирован рекордный порыв шквалистого ветра скоростью 28 м/с.

## Хронология
В 15—16 часов территорию Москвы пересёк атмосферный фронт. Синоптическая ситуация определялась южной периферией подвижного циклона, который смещался с Финского залива на восток. Утром столицу пересёк тёплый атмосферный фронт. Затем Москва попала в тёплый сектор циклона — температура подскочила до +25. Его прохождение пришлось на период максимального прогрева и, как следствие — максимальной активности.
Шквалистый ветер сопровождался грозами, ливнями, в некоторых местах даже градом. В Клину за пару часов выпало более половины месячной нормы осадков (31 мм). Метеостанция «Волоколамск» зафиксировала град диаметром 6 мм.
Наземные и радарные наблюдения зафиксировали грозы, ливни и сильный шквалистый ветер. Порывы ветра варьировались от 12 до 20 м/с. Метеостанция «Домодедово» в 16:10 отметила штормовой ветер (24 м/с). Почти ураганную скорость ветра (около 30 м/с) отметили несколько автоматических метеостанций, установленные на высотных зданиях в центре Москвы.
По области разброс составил от 12 до 30 м/с. Наиболее сильный ветер отметили метеостанции: «Немчиновка» (26 м/с), «Черусти» (27 м/с), «Шереметьево» (28 м/с) и «Внуково» (30 м/с). К вечеру ветер стих.

## Последствия

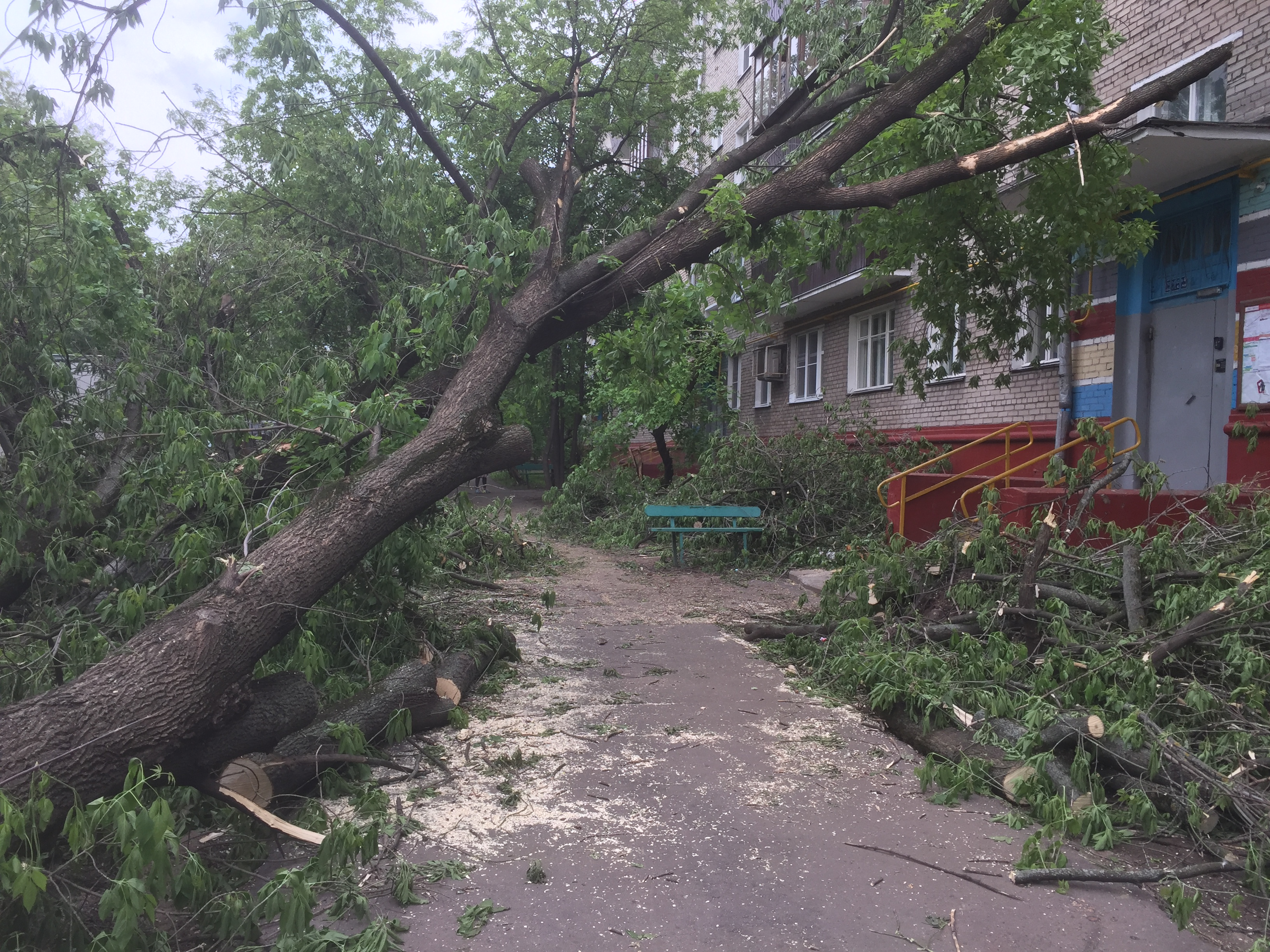
Последствия урагана 2017 года в Люблине, которое в своё время было практически уничтожено смерчем 1904 года

В результате шквалистого ветра по состоянию на 30 мая во время бури погибли 16 человек. Ещё двое пострадавших скончались 17 и 21 июня. Таким образом, общее число жертв урагана составило 18 человек. Около 170 человек получили ранения. Причинами травм и смертей стали в основном падения деревьев и остановок общественного транспорта.
Стихия обесточила более 300 населённых пунктов — 16,5 тыс. жилых домов и 1400 дачных домов.
Только в Москве было сломано и повалено более 27 тыс. деревьев, из них около 6 тыс. в парках и около 5,5 тыс. — на особо охраняемых природных территориях. Повреждены кровли 243 многоэтажных домов и административных зданий, 61 рекламный щит, 135 опор наружного освещения, почти 2 тыс. автомобилей. На ликвидации последствий стихийного бедствия в городе было задействовано 33 тыс. человек и более 5 тыс. единиц техники.
Шквальный ветер повредил ряд исторических надгробий в Донском монастыре; был сорван фрагмент крыши Сенатского дворца в Кремле, повреждён храм Рождества Богородицы в Королёве. В Люберцах ветер повалил башенный кран, в Жулебине был уничтожен крытый теннисный корт.
Из-за падения дерева на железнодорожные пути прекратилось движение поездов «Аэроэкспресса» во Внуково, пассажиры были вынуждены добираться до аэропорта на попутках. Было затруднено движение на других пригородных железнодорожных направлениях, МЦК, Филёвской линии метрополитена.
В Московской области ветер повалил более 14 тыс. деревьев, повредил кровли 42 домов и роддома, а также 322 автомобиля. Сильный ветер полностью разрушил пирамиду Александра Голода в Истринском районе.
По мнению биологов, большое количество упавших деревьев объясняется слабостью их корневой системы, к чему, в свою очередь, привело асфальтирование и покрытие плиткой земли вокруг стволов, уборка листьев и частый покос травы.
Общий экономический ущерб, причинённый жилым домам, имуществу и автомобилям, составил 25 млн рублей.

## Компенсация ущерба
Вечером 29 мая 2017 года мэр Москвы Сергей Собянин объявил о выплате компенсаций семьям погибших от урагана. О том, что семьи погибших из-за урагана в Подмосковье получат компенсацию, заявили власти Московской области.

## Следствие
Следственный комитет Российской Федерации начал следственные действия по факту гибели людей во время урагана.